# 圣瑞斯特 (康塔尔省)
圣瑞斯特（法語：Saint-Just，法語發音：[sɛ̃ ʒy(st)]）是法国康塔尔省的一个旧市镇，属于圣弗卢尔区。2016年，圣瑞斯特与临近的3个市镇合并为新市镇瓦勒达尔科米。

## 地理
圣瑞斯特（44°53'25"N, 3°12'31"E）面积17.06 平方千米，位于法国奥弗涅-罗讷-阿尔卑斯大区康塔爾省，该省份为法国中南部省份，位于法國中央高原中心，北起科雷兹省、上盧瓦爾省和多姆山省，西接洛特省和科雷兹省，南至阿韦龙省和洛特省，东临上盧瓦爾省和洛泽尔省。
与圣瑞斯特接壤的市镇（或旧市镇、城区）包括：卢巴雷斯、圣马克、阿尔巴雷勒孔塔勒、阿尔巴雷圣玛丽、莱蒙韦尔。
圣瑞斯特的时区为UTC+01:00、UTC+02:00（夏令时）。

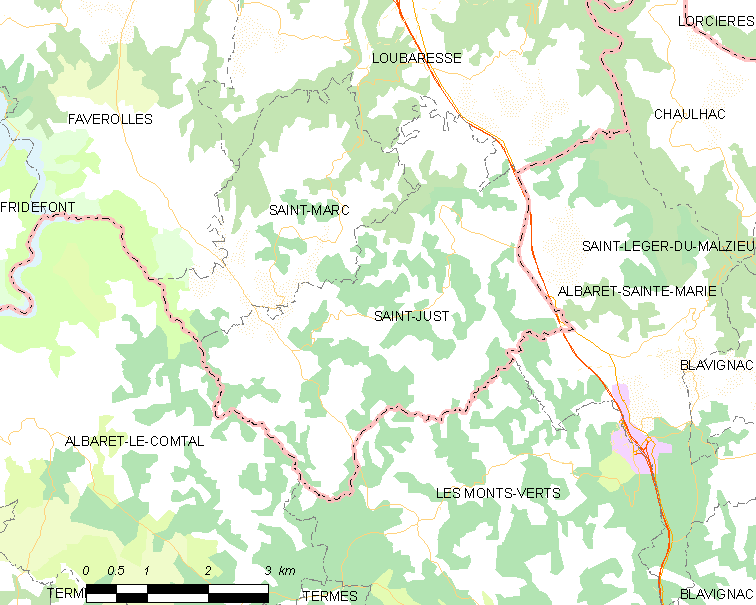
圣瑞斯特的OSM定位图

## 行政
圣瑞斯特的邮政编码为15320，INSEE市镇编码为15195。

## 政治
圣瑞斯特所属的省级选区为特吕耶尔河畔讷韦格利斯县。

## 人口

1962-2008年间圣瑞斯特人口变化图示

圣瑞斯特于2018年1月1日时的人口数量为190人。